# Anoplodactylus viridintestinalis
Anoplodactylus viridintestinalis är en havsspindelart som först beskrevs av Cole, L.J. 1904.  Anoplodactylus viridintestinalis ingår i släktet Anoplodactylus och familjen Phoxichilidiidae. Inga underarter finns listade i Catalogue of Life.